# Familia (película de 2023)
Familia es una película dramática mexicana de 2023 que está dirigida por Rodrigo García sobre guion del mismo Rodrigo García y Bárbara Colio. Está protagonizada por los actores Daniel Giménez Cacho, Ilse Salas, Cassandra Ciangherotti, Natalia Solián, Ángeles Cruz y Maribel Verdú  y aborda las consecuencias en el entorno familiar después de que el padre decida vender la finca de olivos donde todos eran felices.

## Sinopsis
Leo, el protagonista, es dueño de un rancho de olivos ubicado en el Valle de Guadalupe. Viudo, es padre de cuatro hijos: Rebeca, Julia, Mariana y Benny. Cada mes reúne a sus hijos para ponerse al día de sus vidas, pero esta vez las cosas serán diferentes, pues durante la comida el padre revelará a sus vástagos que ha recibido una oferta para vender el rancho, el lugar donde crecieron y donde se encuentran los recuerdos de su madre. La noticia dividirá a los miembros de la familia y despertará diferentes emociones en ellos.

## Elenco
Los principales actores que participan en esta película son:  
- Daniel Giménez Cacho : Leo
- Ilse Salas : Rebeca
- Cassandra Ciangherotti : Julia
- Natalia Solián : Mariana
- Ángeles Cruz : Teresa
- Maribel Verdú : Clara
- Ricardo Selmen : Benny
- Vicky Araico : Araceli
- Brian Shortall : Dan
- Isabella Gallegos Arroyo : Amanda
- Andrea Sutton : Erika
- Zury Jacobo Shasho : Alan
- Natalia Plascencia : Mónica
- Adolfo Mendoza Madera : Otoniel
- Jessie Valcin : Eva
- Fernando Álvarez Rebeil : Tomás

## Producción
El rodaje se llevó a cabo en el  Valle de Guadalupe, en el municipio de Ensenada, México, y finalizó el 17 de mayo de 2023.

## Estreno
Tuvo un estreno limitado el 7 de diciembre de 2023 en cines mexicanos y más tarde se estrenó a nivel mundial el 15 de diciembre de 2023 en la plataforma Netflix.

## Reconocimientos
| Año  | Premio                           | Categoría                 | Premiado               |
| ---- | -------------------------------- | ------------------------- | ---------------------- |
| 2024 | 66ª edición de los Premios Ariel | Mejor director            | Rodrigo García         |
| 2024 | 66ª edición de los Premios Ariel | Mejor actor               | Daniel Giménez Cacho   |
| 2024 | 66ª edición de los Premios Ariel | Mejor actriz              | Cassandra Ciangherotti |
| 2024 | 66ª edición de los Premios Ariel | Mejor actriz              | Ilse Salas             |
| 2024 | 66ª edición de los Premios Ariel | Mejor edición             | Yibrán Asuad           |
| 2024 | 66ª edición de los Premios Ariel | Mejor diseño de vestuario | Mariestela Fernández   |